# Mel (Moräne)
Mel (norwegisch für Mahlzeit) ist eine Moräne im ostantarktischen Königin-Maud-Land. Sie liegt am nördlichen Ende des Gagaringebirges in der Orvinfjella.
Norwegische Kartographen, die auch die Benennung vornahmen, kartierten sie anhand von Luftaufnahmen und Vermessungen der Dritten Norwegischen Antarktisexpedition (1956–1960).